# Bela Vista da Caroba
Bela Vista da Caroba es un municipio brasileño del estado de Paraná. Su población estimada en 2005 era de 4.157 habitantes.